# 野雀之詩
《野雀之詩》（英語：Wild Sparrow）是一部2019年的臺灣劇情片，施立執導的首部作品，由李亦捷、高於夏、陳淑芳、夏騰宏、游安順主演。電影2019年7月24日在臺灣上映。在2019年臺北電影獎中，李亦捷入圍並獲得了最佳女主角、陳淑芳入圍最佳女配角、游安順入圍最佳男配角、王榆鈞入圍最佳配樂，此外施立入圍了國際新導演競賽。

## 劇情大綱
在中壢市區酒店上班的單親媽媽阿麗將就讀小學的兒子小翰留在山上，與自己的祖母含笑姨同住。某日小翰在山上看到死掉的野雀，他小心翼翼地將野雀屍體放在鞋盒中，後來他才知道這是商人刻意捕來賣人的放生鳥。小翰問起此事時，曾祖母表示野雀不得捕捉，因為牠們是土地公派出的差使幻化而成。其後小翰將野雀下葬。
小翰就讀的小學即將廢校，放暑假後，阿麗便帶小翰到中壢同住。一直換男友的阿麗始終沒有一個安穩對象，並因為工作緣故，回到家時經常已爛醉如泥。沉默寡言的小翰一直都表現出所謂的「乖小孩」形象，從不對母親的生活方式表露態度，甚至只有在看到別人跳舞時，才會顯現出興趣。
某次阿麗在工作時身體不適，酒店少爺連仔搭上了她，兩人發生了性關係。之後連仔失去了酒店的工作，擔任阿麗的雞頭，阿麗對自己兼具母親和性工作者的雙重身分感到混亂，連仔卻認為阿麗在生自己的氣，便對她施以暴力，甚至威脅小翰，阿麗只好將小翰送回山上。在車站，小翰主動向阿麗提出要求，要她和一起回山上，但阿麗拒絕了他。
小翰回山上後，發現自己埋下的野雀屍體不見了，曾祖母告訴他，野雀飛返天上了，她還告訴小翰，過世的人在七日後也會變成野雀飛回來，之後她便與世長辭。阿麗和連仔到山上處理後事，小翰在燒紙蓮花時，紙蓮花的餘燼好似化作一隻野雀，向天空飛去。夜裡，小翰看見了曾祖母的身影。

## 製作
導演施立為歌詞創作者出身，之後投身影片創作，他在拍攝《回家的女人》後便一直想從事長片拍攝，《野雀之詩》由施立和吳奕均共同編劇，吳奕均是施立的學生，而這部電影的靈感來自吳奕均朋友的故事。施立對此深有感觸，便鼓勵他撰寫出來。劇本的角色背景、故事情節由吳奕均撰寫，後期的風格、形式與敘事觀點由施立確立。
《野雀之詩》以隔代教養和社會底層生活為題材，講述死亡與成長，並以麻雀作為全片的象徵，施立表示麻雀在都市和鄉村都很常見，但也很脆弱，象徵社會底層的芸芸眾生。電影主題曲〈愛比死更寂寞〉由施立作詞，陳小霞作曲，艾怡良演唱，這是艾怡良首次為電影演唱主題曲。此歌曲並非為了該電影而創作，而是早在十多年前便已完成，只是沒有適合的歌手得以演唱，所以被塵封起來。
為使鏡頭更加凝聚於人物的情感，攝影師陳麒文決定採用4比3的銀幕比，讓觀眾的目光不必左右移動，能將視覺焦點放在中心，產生凝視效果。《野雀之詩》全片拍攝時程為18天，僅重拍過一場戲，其中的山林場景取景自貢寮、平溪一帶，拍攝經費約為新台幣600萬，較一般台灣電影而言並不寬裕，資金來源包括中華民國文化部和桃園市政府文化局的補助，再加上施立和電影監製賴珍琳出資。
主演李亦捷在劇中共有三場床戲，每一場的目的都不同，因此呻吟聲也有別。首場的目的是要以身體留住男人，因此侵略性較強，由女方主導，第二場是與連仔約砲，第三場則是自我放縱、享受當下。施立提到，曾有亞洲的投資人向自己表示，如果有投資《野雀之詩》，會要求劇中的床戲減少，施立對此感到驚訝，後來才發現可能是劇中屢次有以小男孩視角來觀看自己母親與其他男人上床的場景，可能對男性觀眾產生閹割感和被侵犯感。

### 演員
李亦捷飾演主角阿麗，施立當初選角選了三個月，李亦捷並非施立的第一人選，而是最後的面試對象，兩人見面當天下雨，施立看到李亦捷躲雨的狼狽模樣，便認定要由她擔任女主角。在接下《野雀之詩》的拍攝之前，李亦捷已經長達一年沒有戲約，甚至懷疑自己不適合當演員，因此她抱著沒有退路的心態投入角色。她為了詮釋酒店行業生態，在拍攝前透過友人進入酒店，以老闆助理的身分進行了長期的田調，每次離開酒店返家時，都是凌晨四點左右，並在回家後立刻將心得寫下。同時劇組也請來顧問，以確保酒店場景貼近現實，在結束拍攝後，她靠著親近山林和打電玩，花了三四個月才抽離角色，其演技之逼真，讓與他有對手戲的游安順還私底下問她是否曾在酒店上過班。
陳淑芳飾演含笑姨，為礦工之妻，是小翰的曾祖母、阿麗的祖母。她表示自己印象中在礦坑附近撿拾碎屑的長者都是身形佝僂，且年長者多半缺牙，因此她為了詮釋角色，拿掉假牙並全程駝背演出。她在戲中走了大量的山路，為保護陳淑芳，導演在拍攝前有先請人處理過道路，即使如此，她在拍戲時還是經常跌跤
高於夏飾演的小翰是阿麗的兒子。「翰」的字義是長而堅硬的鳥羽，與電影主題相互呼應。小翰沉默木訥且總是形單影隻，施立表示他如同網中之鳥，如果誤入歧途就會變成連仔，高於夏是作家高翊峰和彭心楺的公子，而此電影是他的首部作品，電影上映時他是12歲，無法觀看屬於輔導級的《野雀之詩》。兩人首次對戲便是母子衝突，李亦捷的演技之逼真，嚇得高於夏在下戲後不敢接近，因此兩人之後便事先溝通，李亦捷還用高於夏愛吃的蜜餞來獎勵他。
夏騰宏飾演連仔，是阿麗的男友之一。由於這個角色「不是好人」，夏騰宏一開始把角色演得太善良，與個性火爆的連仔相違。他與李亦捷在劇中有一場衝突戲，為使雙方入戲，李亦捷在拍攝時不斷激怒他，使得兩人都把對方打傷了，李亦捷的口腔咬合甚至因此出問題。游安順飾演坤叔，是阿麗的男友之一，他只進組拍攝兩天，戲份並不算多，但仍備受肯定。

### 上映
2019年6月28日在台北電影節舉行世界首映，同年7月22日舉辦首映會，同月24日在臺灣上映，此部片赴香港參展時，被香港列為三級片。該片也是2021年的「螢火蟲電影院」的電影之一，該活動是文化部年度性計畫，每年會下鄉播出臺灣電影，供民眾免費欣賞。

## 評價
《野雀之詩》入圍2019年臺北電影獎的四個獎項，李亦捷入圍並獲得了最佳女主角、陳淑芳入圍最佳女配角、游安順入圍最佳男配角、王榆鈞入圍最佳配樂，此外施立入圍了國際新導演競賽。金馬執委會執行長聞天祥讚譽，游安順的演出是近年最優秀的演出，施立表示，電影中的三位主要演員的演技都有受到肯定，他感到與有榮焉，而在獲得最佳女主角後，李亦捷的工作機會也增加不少。另外，《野雀之詩》還入選2019年釜山影展「亞洲電影之窗」單元。